# Hesione steenstrupii
Hesione steenstrupii är en ringmaskart som beskrevs av Jean Louis Armand de Quatrefages de Bréau 1866. Hesione steenstrupii ingår i släktet Hesione och familjen Hesionidae. Arten har ej påträffats i Sverige. Inga underarter finns listade i Catalogue of Life.